# Neolophonotus dubius
Neolophonotus dubius är en tvåvingeart som först beskrevs av Mario Bezzi 1892.  Neolophonotus dubius ingår i släktet Neolophonotus och familjen rovflugor.
Artens utbredningsområde är Somalia. Inga underarter finns listade i Catalogue of Life.